# Oxalis juruensis
Oxalis juruensis är en harsyreväxtart som beskrevs av Friedrich Ludwig Diels. Oxalis juruensis ingår i släktet oxalisar, och familjen harsyreväxter. Utöver nominatformen finns också underarten O. j. emarginata.